# Schwobsheim
 Schwobsheim (en alsacià Schwobse) és un municipi francès, situat a la regió del Gran Est, al departament del Baix Rin. L'any 1999 tenia 225 habitants.
Forma part del cantó de Sélestat, del districte de Sélestat-Erstein i de la Comunitat de comunes del Ried de Marckolsheim.

## Demografia
| 1962 | 1968 | 1975 | 1982 | 1990 | 1999 |
| ---- | ---- | ---- | ---- | ---- | ---- |
| 181  | 186  | 204  | 200  | 216  | 225  |

## Administració
| Període | Identitat         | Partit |
| ------- | ----------------- | ------ |
| 2001-   | Jean-Marie Simler |        |